# Pholidota protracta
Pholidota protracta är en orkidéart som beskrevs av Joseph Dalton Hooker. Pholidota protracta ingår i släktet Pholidota och familjen orkidéer. Inga underarter finns listade i Catalogue of Life.